# 福来哥
福来哥是2014年巴西世界杯的官方吉祥物，是一只人形化的巴西三带犰狳。巴西三带犰狳是巴西特有物种，被世界自然保护联盟列入濒危物种红色名单中。福来哥于2012年11月25日在巴西广播公司TV Globo返塌思迪每周娱乐秀中正式亮相。他那讨人喜欢的性格，为其在票选时赢得7.3分。研究表明，福来哥有吸引力的性格，可以用“巴西”、“自然”、“友善”、“对足球的激情”等词大致概括。福来哥的名字是Futebol（足球）和Ecologia（生态）的混合体。将环境问题的信息融入吉祥物，将生态与运动结合，受到世界各国球队的热烈欢迎。福来哥在世界各地的影响力不断提高。他曾代表巴西参加国际旅游交易会及各大洲文化、体育、娱乐盛事，同时也与世界杯奖杯一同亮相。福来哥访问巴西学校和主办城市的日程十分地紧，他向成千上万的人展示了自己在国内的知名度，时常在Facebook上与粉丝互动，这在东道国对官方吉祥物认知的历史上，达到了前所未有的水平。